# Mu Muscae
Désignations
Mu Muscae (μ Muscae / μ Mus) est une étoile variable de la constellation australe de la Mouche, distante d'environ ∼ 450 a.l. (∼ 138 pc) de la Terre. Elle est visible à l'œil nu comme une faible étoile, d'une magnitude apparente d'environ 4,75.

## Environnement stellaire
Mu Muscae présente une parallaxe annuelle mesurée par le satellite Gaia de 6,85 ± 0,09 mas, ce qui permet d'en déduire qu'elle est distante de 476 ± 7 a.l. (∼ 146 pc) de la Terre. Elle éloigne du système solaire à une vitesse radiale de +37 km/s.
Il s'agit d'une étoile seule, qui ne possède pas de compagnon stellaire connu.

## Propriétés
Mu Muscae est une étoile géante rouge de type spectral K4 III, qui a épuisé les réserves en hydrogène qui étaient contenues dans son cœur. Son rayon est 53 fois plus grand que le rayon solaire. Elle est très probablement sur la branche des géantes rouges plutôt que sur la branche asymptotique des géantes, et elle ne montre pas de signe de perte de masse stellaire. Son atmosphère est riche en oxygène. Mu Muscae est une étoile variable irrégulière à longue période de type Lb, qui varie avec une faible amplitude comprise entre les magnitude visuelles 4,71 et 4,76. Elle est 602 fois plus lumineuse que le Soleil et sa température de surface est de 3 930 K.